# Askanija-Nova
Askanija-Nova (ukrainska: Асканія-Нова) är ett naturskyddsområde på stäppen i Cherson oblast i södra Ukraina.
Naturskyddsområdet tog sin början 1898, då Friedrich von Falz-Fein avsatte en del av marken på sitt gods som skyddad från ekonomisk exploatering.
Området gjordes år 1921 av Sovjetunionen till nationalpark, men fortfarande betar halvtama Elandantiloper på stäppen, vilka sköts om av beridna herdar.

## Det tidigare godset
Området ägdes kring förra sekelskiftet av den tyska godsägaren Friedrich von Falz-Fein. Han arbetade bland annat med försök att acklimatisera strutsar, zebror, antiloper, känguruer, leoparder, mufflon, flamingos med mera. Detta kompletterades 1887 med en botanisk trädgård. Då rinnande vatten saknades, fick vattenbehovet tillgodoses med vattenpumpar. När området år 1914 besöktes av ryske tsaren, höll godset höll mer än en halv miljon får. Efter oktoberrevolutionen och ryska inbördeskriget var området i statlig ägo.